# Distretto di Florești
Il distretto di Florești è uno dei 32 distretti della Moldavia, il capoluogo è la città di Florești.

## Società

### Evoluzione demografica
In base ai dati del censimento, la popolazione è così divisa dal punto di vista etnico:
| Etnia       | Abitanti | %     |
| ----------- | -------- | ----- |
| Moldavi     | 75.797   | 84,79 |
| Ucraini     | 8.023    | 8,98  |
| Russi       | 4.633    | 5,18  |
| Gagauzi     | 45       | 0,05  |
| Bulgari     | 51       | 0,06  |
| Rumeni      | 433      | 0,48  |
| Altre etnie | 407      | 0,46  |

## Geografia antropica
Il distretto è formato da 3 città e 37 comuni

### Città
- Ghindești
- Mărculești
- Florești

### Comuni
1. Alexeevca
2. Băhrinești
3. Cașunca
4. Cernița
5. Ciripcău
6. Ciutulești
7. Coșernița
8. Cuhureștii de Sus
9. Cuhureștii de Jos
10. Cunicea
11. Domulgeni
12. Frumușica
13. Ghindești
14. Gura Camencii
15. Gura Căinarului
16. Iliciovca
17. Izvoare
18. Japca
19. Lunga
20. Mărculești
21. Năpadova
22. Nicolaevca
23. Prajila
24. Prodănești
25. Putinești
26. Rădulenii Vechi
27. Roșietici
28. Sănătăuca
29. Sevirova
30. Ștefănești
31. Temeleuți
32. Tîrgul Vertiujeni
33. Trifănești
34. Vărvăreuca
35. Văscăuți
36. Vertiujeni
37. Zăluceni